# Lawrenceburg (Indiana)
Lawrenceburg település az Amerikai Egyesült Államok Indiana államában, Dearborn megyében. Lakosainak száma 5129 fő (2020. április 1.).

## Népesség
A település népességének változása:

| 2010 | 5 042 |
| 2020 | 5 129 |